# À moi le jour, à toi la nuit
Pour plus de détails, voir Fiche technique et Distribution.
À moi le jour, à toi la nuit est un film franco-allemand réalisé par Ludwig Berger et Claude Heymann, sorti en 1932.

## Synopsis
Un jeune homme et une jeune femme qui ne se connaissent pas partagent la même chambre, lui le jour, elle la nuit, sans jamais se croiser. S'étant rencontrés par hasard en ville, ils tombent amoureux mais ils continuent à ignorer qu'ils occupent la même chambre.

## Fiche technique
- Réalisation : Ludwig Berger et Claude Heymann
- Scénario : Robert Liebmann et Hans Szekely
- Dialogues : Bernard Zimmer
- Photographie : Friedl Behn-Grund
- Musique : Werner R. Heymann
- Production : Erich Pommer, Max Pfeiffer
- Société de production : Universum-Film AG (UFA), (Berlin)
- Pays de production :  République de Weimar |  France
- Langue : Allemand
- Tournage : du 1er août 1932 au 27 octobre 1932
- Format :  Noir et blanc - 1,37:1 - 35 mm - son mono
- Genre : Comédie
- Durée : 98 minutes
- Date de sortie : 
  - France : 23 décembre 1932

## Distribution
- Kate de Nagy : Juliette
- Fernand Gravey : Albert
- Jeanne Cheirel : Madame Ledoux
- Adrien Le Gallo : Monsieur Cruchod
- Marguerite Templey : Madame Weiser
- Ginette d'Yd : Gertrude
- Georges Flamant : Charles
- Pierre Piérade : le gardien du musée
- Pierre Stéphen : Max Meyer
- Paulette Dubost : la collègue de Juliette